# Lenguas tharawal
Las lenguas tharawal (Thurawal) es una pequeña familia de lenguas aborígenes australianas extintas que alguna vez se hablaron a lo largo de la Costa Sur de Nueva Gales del Sur.
Según Dixon (2002), se certifican cuatro idiomas de Tharawal, aunque no los acepta como relacionados:
Tharawal, Dhurga, Dyirringanj, Thawa
Bowern (2011) enumera tres, Dharawal, Dhurga y Thawa, entre las leguas Yuin.

## Hablantes
Los pueblos que hablaban estos idiomas incluyen:
Grupo del sur de Nueva Gales del Sur
Clanes y familias del norte de Dharawal
- Noron-Geragal
- Targarigal
- Goonamattagal
- Wodi Wodi
- Gweagal (Geawegal)

Grupo de la Costa Sur de Nueva Gales del Sur
- Tharawal
- Dhurga o Thurga (Thoorga, Durga)
- Dyirringanj (Djirringanj)
- Thaua (Thawa)